# Serghei Tarnovschi
Serghei Tarnovschi (em ucraniano: Сергій Тарновський; Lviv, 24 de junho de 1997) é um canoísta de velocidade ucraniano, naturalizado moldávio.

## Carreira
Tarnovschi competiu até 2013 pela Ucrânia (seu país de origem), quando decidiu representar a Moldávia.
A primeira grande competição do atleta foi os Jogos Olímpicos de Verão da Juventude de 2014, que ocorreram em Nanjing. Na ocasião, ele conquistou a medalha de ouro no Sprint C-1. 
Serghei disputou o Campeonato Mundial de Canoagem de 2015, que ocorreu em Milão Conquistou a medalha de bronze na prova do C-1 1000 m, com o tempo de 3:51.583
Competiu pela Moldávia nos Jogos Olímpicos de 2016, ganhando originalmente a medalha de bronze na prova do C-1 1000 m, com o tempo de 4:00.582, atrás do alemão Sebastian Brendel e do brasileiro Isaquias Queiroz., que venceram a medalha de ouro e a medalha de prata, respectivamente. No dia 18 de agosto de 2016, após a competição, foi pego no exame antidoping e posteriormente suspenso. Em julho de 2017 foi desclassificado pelo Tribunal Arbitral do Esporte e perdeu a medalha de bronze obtida nas Olimpíadas do Rio.
Serghei disputou o Campeonato Europeu de Canoagem de 2016, que ocorreu em Moscou. Ele conquistou a medalha de prata na prova do C-1 1000 m, feito que repetiu no Campeonato Europeu de Canoagem de 2021, que ocorreu em Posnânia, dessa vez na prova do C-1 500 m.
Tarnovschi também competiu pela Moldávia nos Jogos Olímpicos de 2020, conquistando novamente a medalha de bronze na prova do C-1 1000 m, com o tempo de 4:05.724, ficando atrás de Isaquias Queiroz e Liu Hao, que conquistaram a medalha de ouro e a medalha de prata, respectivamente. 